# VdB 134
vdB 134 è una nebulosa a riflessione visibile nella costellazione del Cigno.
Si individua nella parte settentrionale della costellazione, circa 4° a nordovest della brillantissima stella Deneb; il periodo più indicato per la sua osservazione nel cielo serale ricade fra i mesi di giugno e novembre ed è notevolmente facilitata per osservatori posti nelle regioni dell'emisfero boreale terrestre. La nebulosa riflette la luce della stella ω1 Cygni, una subgigante azzurra di classe spettrale B2.5IV avente magnitudine apparente 4,93; la sua distanza, misurata tramite la parallasse, risulta essere pari a 267 parsec (869 anni luce), dunque ben in primo piano rispetto ai grandi sistemi nebulosi di Sh2-109 e IC 1318 visibili in questa direzione. ω1 Cygni è inoltre una stella variabile di tipo Beta Cephei, le cui lievissime oscillazioni sono comprese in appena 0,03 magnitudini, con un periodo di 1,137 giorni.